# Ethel Smith
Ethel Smith, född 5 juli 1907 i Toronto, död 31 december 1979 i Toronto, var en kanadensisk friidrottare.
Smith blev olympisk mästare på 4 x 100 meter vid olympiska sommarspelen 1928 i Amsterdam.